# NGC 972
NGC 972 este o radiogalaxie situată în constelația Berbecul. A fost descoperită în 11 septembrie 1784 de către William Herschel. Se află la o distanță de 15,28 megaparseci de Pământ.